# Pamela Chandler
Pamela Chandler (ur. 1928, zm. 1993) – angielska fotografka, fotografująca gwiazdy sceny, ekranu oraz postaci literackie. Pierwsza kobieta, która wykonała oficjalny portret premiera Wielkiej Brytanii, gdy fotografowała Harolda Macmillana.

## Życiorys
Pamela Chandler była córką iluzjonisty i brzuchomówcy, Claude’a Chandlera. Uczęszczała do Camden School for Girls, po ukończeniu której przez krótki czas pracowała jako statystka filmowa. Odbyła półroczny staż fotograficzny w firmie Landseer Photographic Studio, po czym przyjaciel jej ojca, magik Max Andrews, zaproponował jej pracę w jego sklepie magicznym, prowadzącym też studio fotograficzne. Pamela Chandler miała wolną rękę w zakresie prowadzenia studia. Całość pracy związanej z fotografowaniem i wywoływaniem zdjęć wykonywała samodzielnie.
Po około roku Max Andrews zniknął, co spowodowało zamknięcie sklepu. Pamela Chandler nawiązała współpracę z producentem autocykli, który udostępnił jej pojazd na trzymiesięczną podróż po Europie w zamian za zdjęcia z wyprawy.
Pamela Chandler wróciła do Londynu w 1949 roku, po czym została przyjęta do The Royal Photographic Society. Prezes stowarzyszenia, J. Dudley Johnston, będąc pod wrażeniem jej prac, zamówił u niej oficjalny portret. W 1951 roku Chandler otworzyła studio fotograficzne na 33 Beauchamp Place w dzielnicy Knightsbridge.
W 1957 roku rzeźbiarz Ben Enwonwu zamówił u niej nieoficjalne zdjęcia Elżbiety II na potrzeby wykonywanej rzeźby. W 1961 otrzymała zlecenie na oficjalną fotografię Harolda Macmillana na Downing Street, stając się tym samym pierwszą kobietą, która wykonała oficjalny portret premiera Wielkiej Brytanii.
W 1961 roku wydawnictwo Allen & Unwin zamówiło u niej portret J.R.R. Tolkiena. Choć pisarz nie przepadał za wykonywaniem mu zdjęć, prace Pameli Chandler przypadły mu do gustu, i ilekroć udzielał wywiadów, prosił o ich używanie. W 1966 zamówił sesję zdjęciową wspólnie z żoną, Edith Tolkien, w swoim gabinecie i w ogrodzie. Między fotografką a rodziną Tolkienów nawiązała się przyjaźń, której wynikiem było kilka listów.
W 1971 roku przeniosła się do St Ives. W połowie lat 70 zaprzestała fotografii i zajęła się innymi dziedzinami sztuki.
Pamela Chandler zmarła w 1993 roku. Archiwum po niej, uwzględniające zdjęcia, negatywy i korespondencję, trafiło w ręce jej siostry.

## Fotografia
Pamela Chandler współpracowała z takimi firmami jak Volkswagen, BP, Esso czy Shell, tworząc dla nich materiały reklamowe. Zajmowała się też fotografią architektury, zamówiono u niej m.in. zdjęcia z budowy Royal Festival Hall, biblioteki Gray’s Inn czy St Columba's Church na Pont Street. Na zlecenie RAF-u wykonała zdjęcia bombowca English Electric Canberra.
Współpracowała z baletami (American Ballet Theatre Company, London Festival Ballet) i teatrami (The Old Vic, Oxford Playhouse, Palace Theatre, Richmond Theatre, Theatre de Paris, Regent’s Park Open Air Theatre).
Wśród osób, które fotografowała, są m.in:
- George Chakiris
- Richard Church[5]
- Jean Cocteau
- Sean Connery
- Peter Cushing
- Pamela Frankau[6]
- John Glipin[7]
- Sibyl Mary Hathaway[8]
- Robert Hardy
- Robert Helpmann[9]
- Henry Herbert, hrabia Carnarvon[10]
- Julian Huxley[11]
- Harold Macmillan[2]
- Keith Michell
- Mary Morris[12]
- Merle Park[13]
- Kathleen Raine[14]
- Charlotte Rampling
- Bertrand Russell[15]
- Paul Schofield
- Joan Sims
- Wayne Sleep
- J.R.R. Tolkien[16]
- Violet Trefusis[17]
- Winifred Nicolson[18]
- Boris Uvarov
- Arthur Waley[19]
- Morris West[20]
- Hans Wild[21]

Prace Pameli Chandler dostępne są na wystawie stałej w National Portrait Gallery.